# Fukuoka
Fukuoka (japonês: 福岡県, Hepburn: Fukuoka-ken) é uma prefeitura do Japão na ilha Kyūshū. A capital é a cidade de Fukuoka.

## História
Fukuoka (prefeitura) inclui as antigas províncias de Chikugo, Chikuzen, e Buzen.

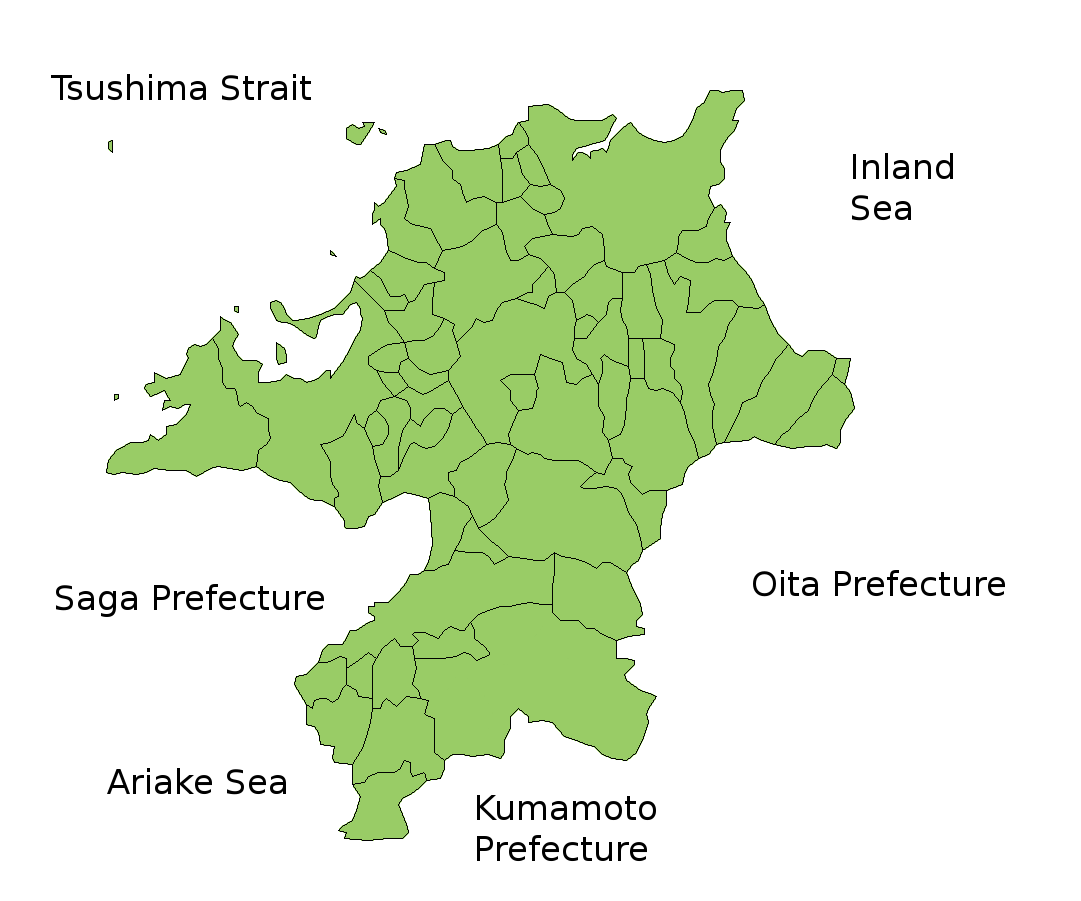
Mapa da prefeitura de Fukuoka.

## Geografia
A prefeitura de Fukuoka enfrenta o mar em três lados, na fronteira das prefeituras Saga, Ōita, e Kumamoto e voltado para Yamaguchi (prefeitura) através do Estreito de Kanmon.
A partir de 1 de abril de 2012, 18% da área de terra da prefeitura foi designada como parques nacionais: Parque Nacional Setonaikai, Genkai, Kitakyūshū, e Yaba-Hita-Hikosan quasi-national parks, e Chikugogawa, Chikuhō, Dazaifu, Sefuri Raizan, and Yabegawa Parques Naturais  Prefeitural.
Fukuoka inclui as duas maiores cidades de Kyushu: Fukuoka e Kitakyushu, concentrando em si as principais indústrias da região. Fazem também parte de Fukuoka algumas ilhas junto à costa setentrional de Kyushu.

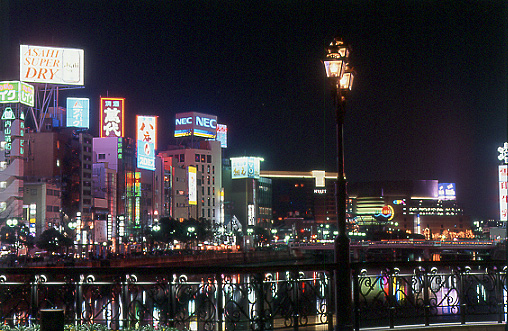
Vista noturna da cidade de Fukuoka.

### Cidades
Em negrito, a capital da prefeitura.
| - Asakura - Buzen - Chikugo - Chikushino - Dazaifu - Fukuoka - Fukutsu - Iizuka - Kama - Kasuga - Kitakyushu - Koga - Kurume - Maebaru | - Munakata - Nakagawa - Nakama - Nogata - Ogori - Okawa - Omuta - Onojo - Tagawa - Ukiha - Yamada - Yame - Yanagawa - Yukuhashi |

### Distritos
| - Distrito de Asakura - Distrito de Chikujo - Distrito de Itoshima - Distrito de Kaho | - Distrito de Kasuya - Distrito de Kurate - Distrito de Mii - Distrito de Miike - Distrito de Miyako | - Distrito de Mizuma - Distrito de Onga - Distrito de Tagawa - Distrito de Yamato - Distrito de Yame |

### Fusões

#### Expansão de Kurume
A 5 de Fevereiro de 2005 as antigas localidades de Kitano (do distrito de Mii), Jojima e Mizuma (do distrito de Mizuma), e Tanushimaru (do distrito de Ukiha) fundiram-se na cidade de Kurume.

#### Fusão de Fukutsu
A 24 de Janeiro de 2005 as antigas localidades de Fukuma e Tsuyazaki (do distrito de Munakata) fundiram-se, formando a cidade de Fukutsu.

## Economia
As principais cidades da prefeitura de Fukuoka constituem alguns dos principais centros industriais do Japão, concentrando em si cerca de 40% da economia de Kyushu. As principais indústrias incluem a produção de automóveis, semicondutores e aço.

## Cultura
A prefeitura possui alguns dos grandes eventos de atletismo anuais: A Corrida Internacional de Fukuoka e Maratona Aberta Internacional de Fukuoka. A maratona vem ocorrendo na cidade desde 1959 e já foi palco de muitos recordes mundiais quebrados na história.
A prefeitura possui o maior número de grupos de yakuza entre todas as prefeituras: o Kudo-kai, o Taishu-kai, o Fukuhaku-kai, o Dojin-kai e o Kyushu Seido-kai.
 Entre 2004 e 2009, e no começo de 2011, a maior incidência de acidentes com armas no Japão ocorre na prefeitura de Fukuoka. Esses incidentes são causandos principalmente pelos grupos de yakuza locais, mais especificamente o Kudo-kai, o Dojin-kai e o Kyushu Seido-kai.
A prefeitura de Fukuoka tem o maior índice de crime cometido por jovens entre todas as prefeituras do Japão desde 2003.
Em Fukuoka nasceu em 1953 o escultor Etsuro Sotoo, célebre por trabalhar no Templo Expiatório da Sagrada Família, em Barcelona. Em Fukuoka nasceu também, em 1978, Ayumi Hamasaki, uma das cantoras de J-pop mais bem-sucedidas e famosas do Japão e de toda Ásia.

## Turismo
- Museu de Arte de Fukuoka - situa-se no Parque de Ohori; abriga uma ampla seleção de arte contemporânea dentre outras de vários países do mundo.
- Museu de Arte Asiática de Fukuoka - abriga obras de arte de vários países da Ásia.
- Museu da Cidade de Fukuoka - mostra uma grande variedade de itens da história da região, incluindo um espetacular selo de ouro.
- Museu da Invasão Mongol - localiza-se no Parque Higashi Koen; expõe armas e armaduras japonesas e mongóis do século XIII bem como pinturas de temas históricos.
- Museu Folclórico Hakata Machiya - dedica-se a exibir as tradições, discursos e a cultura da região de Fukuoka.
- Fukuoka Tower - O maior arranha-céus costeiro do Japão mede 234 metros. Do seu topo, é possível ver a maior parte da cidade.[10]

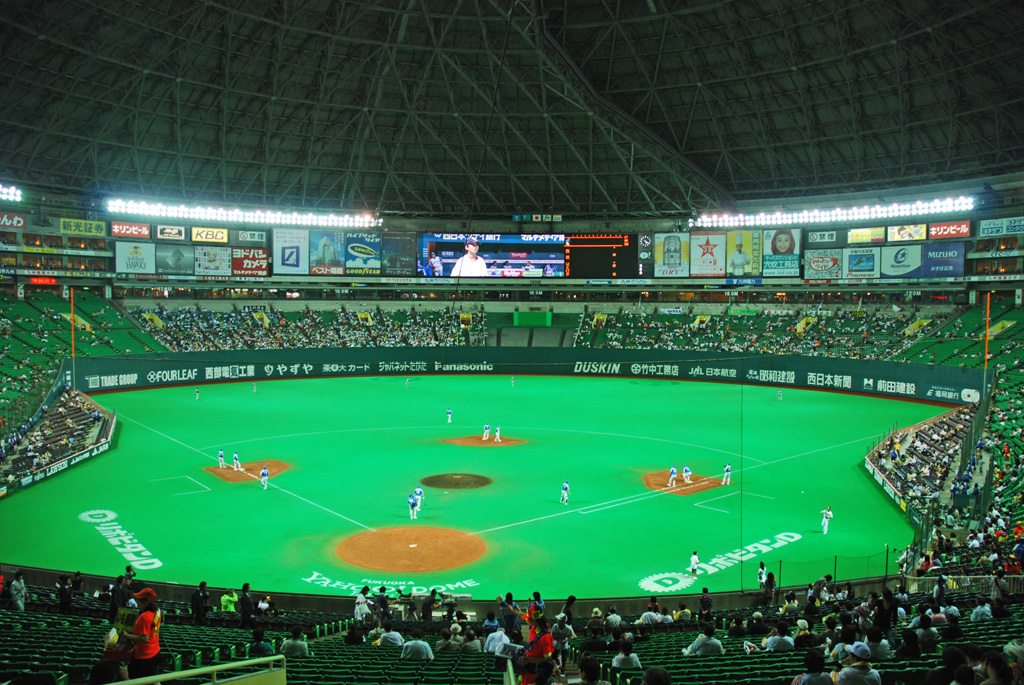
Fukuoka Dome, casa do Fukuoka SoftBank Hawks.

## Esportes
A prefeitura possui um time de beisebol, o Fukuoka SoftBank Hawks, três times de futebol (Avispa Fukuoka, Giravanz Kitakyushu e Fukuoka J. Anclas), um time de basquetebol Rizing Zephyr Fukuoka e três times de rugby (Coca-Cola Red Sparks, Fukuoka Sanix Blues e Kyuden Voltex).